# Mohelnaspis toletana
Mohelnaspis toletana är en insektsart som först beskrevs av Gómez-menor Ortega 1927.  Mohelnaspis toletana ingår i släktet Mohelnaspis och familjen pansarsköldlöss. Inga underarter finns listade i Catalogue of Life.